# Artemis 3
Artemis 3 (offiziell Artemis III, zuvor Exploration Mission 3, kurz EM-3) ist eine geplante Raumfahrtmission im Rahmen des Artemis-Programms der NASA. Sie soll die zweite bemannte Mission des Orion-Raumschiffs und die erste bemannte Mondlandung seit Apollo 17 werden. EM-3 sollte ursprünglich zum Aufbau der Mond-Raumstation Lunar Orbital Platform-Gateway (LOP-G) dienen. Stattdessen sollen nun zwei Astronauten, darunter mindestens eine Frau, in der Südpolregion des Mondes landen. Diese Landung war zunächst für das Jahr 2024 geplant, wurde aber wegen Verzögerungen bei der Bereitstellung der Mondlandefähre und neuer Raumanzüge auf 2027 verschoben.

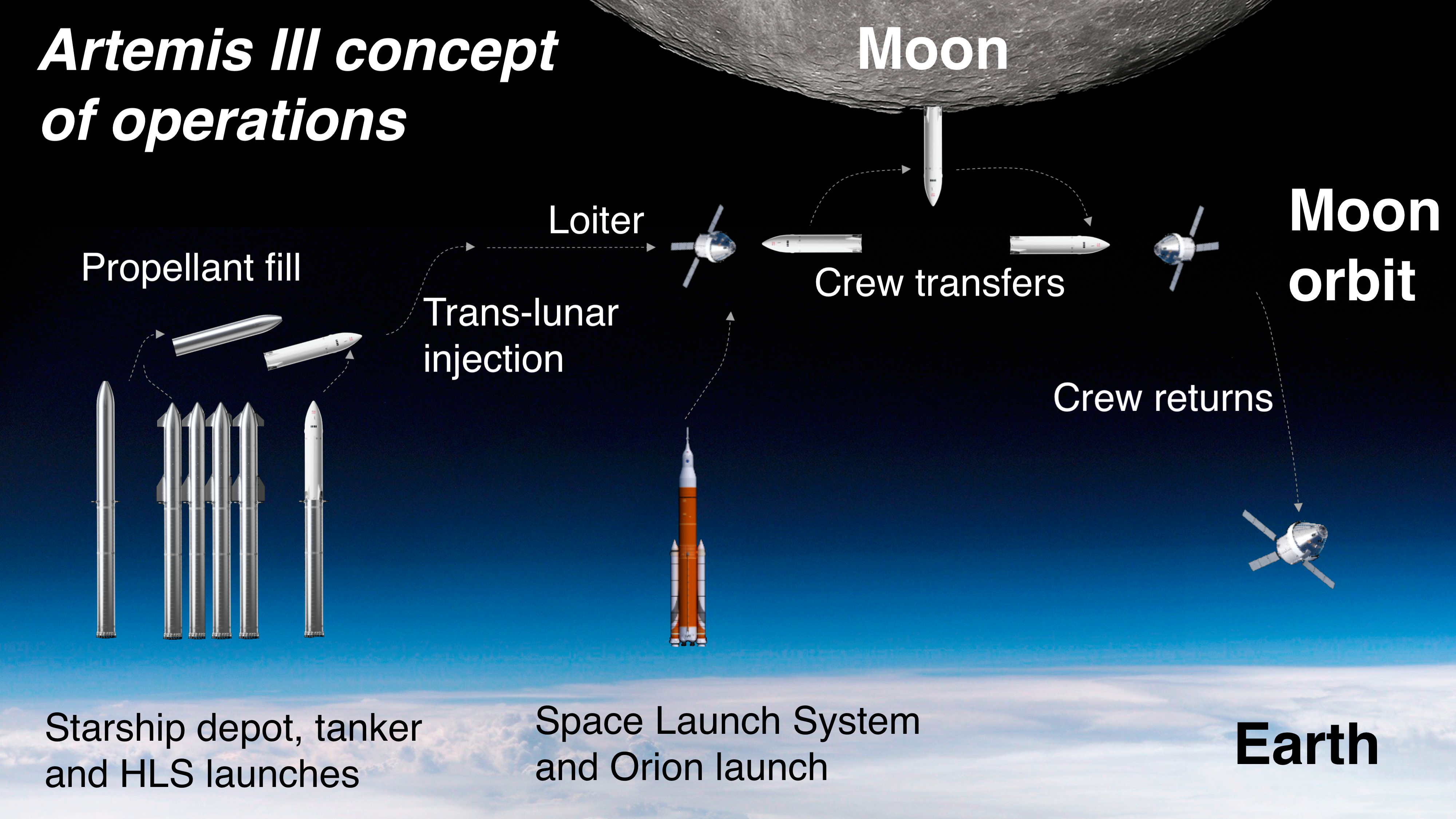
Konzeptdarstellung der Mission Artemis 3

Der Start von Artemis 3 soll mit der Rakete Space Launch System (SLS) und einer vierköpfigen Besatzung vom Kennedy Space Center erfolgen. Die Kapsel soll nach der Rückkehr im Pazifischen Ozean wassern.

## Planung
Nach ursprünglicher Planung sollten mit EM-3 vier Astronauten für nicht mehr als 26 Tage in den Mondorbit befördert werden und das Wohnmodul (Deep Space Habitat) des LOP-G montieren, in dem die Astronauten späterer Missionen leben werden. Das Modul wiegt 10 Tonnen. Wegen Verzögerungen bei der Entwicklung des SLS und aus Kostengründen sieht eine neuere Planung vor, das Gateway-Modul mit der Rakete Falcon Heavy zu transportieren. Aus demselben Grund soll Artemis 3 mit der Raketenversion SLS Block 1 starten, anstelle der ursprünglich vorgesehenen, leistungsfähigeren Version 1B.
Nach dem Erreichen einer Umlaufbahn um den Mond sollen zwei der vier Astronauten in eine Starship-Mondlandefähre umsteigen. Mit dieser fliegen sie für einen einwöchigen Aufenthalt zur Mondoberfläche. Anders als ursprünglich geplant soll bei dieser ersten Artemis-Mondlandung kein Zwischenstopp am LOP-G erfolgen. So ist man unabhängig davon, wann der LOP-G zur Verfügung stehen wird.